# UEFA Nations League 2018-19 - League D
UEFA Nations League D 2018–19 var laveste division af 2018–19 udgaven af UEFA Nations League, den første sæson af den internationale fodboldturnering for herrernes 55 landshold, der er medlemmer af UEFA.

## Seedning
Holdene blev delt op i fire lag, baseret på deres UEFA landsholds koefficient. Seedninglagene til lodtrækningen blev annonceret den 7. december 2017.
| Hold           | Coeff  | Rank |
| -------------- | ------ | ---- |
| Aserbajdsjan   | 17.761 | 40   |
| Nordmakedonien | 17.071 | 41   |
| Hviderusland   | 16.868 | 42   |
| Georgien       | 16.523 | 43   |

| Hold       | Coeff  | Rank |
| ---------- | ------ | ---- |
| Armenien   | 15.846 | 44   |
| Letland    | 15.821 | 45   |
| Færøerne   | 15.490 | 46   |
| Luxembourg | 14.231 | 47   |

| Hold          | Coeff  | Rank |
| ------------- | ------ | ---- |
| Kasakhstan    | 13.431 | 48   |
| Moldova       | 13.130 | 49   |
| Liechtenstein | 10.950 | 50   |
| Malta         | 10.870 | 51   |

| Hold       | Coeff  | Rank |
| ---------- | ------ | ---- |
| Andorra    | 10.240 | 52   |
| Kosovo     | 9.950  | 53   |
| San Marino | 8.190  | 54   |
| Gibraltar  | 7.550  | 55   |

## Grupper
Listen over kampe blev bekræftet af UEFA den 24. januar 2018 efter lodtrækningen. 
De angivne tider er CET/CEST, (Lokaltid er angivet i parentes).

### Gruppe 1
| Pos | Hold       | K | V | U | T | M+ | M- | MF  | P  | Oprykning                      |     | Georgien | Kasakhstan | Letland | Andorra |
| --- | ---------- | - | - | - | - | -- | -- | --- | -- | ------------------------------ | --- | -------- | ---------- | ------- | ------- |
| 1   | Georgien   | 6 | 5 | 1 | 0 | 12 | 2  | +10 | 16 | Oprykning til Nations League C |     | —        | 2–1        | 1–0     | 3–0     |
| 2   | Kasakhstan | 6 | 1 | 3 | 2 | 8  | 7  | +1  | 6  |                                |     | 0–2      | —          | 1–1     | 4–0     |
| 3   | Letland    | 6 | 0 | 4 | 2 | 2  | 6  | −4  | 4  |                                | 0–3 | 1–1      | —          | 0–0     |         |
| 4   | Andorra    | 6 | 0 | 4 | 2 | 2  | 9  | −7  | 4  |                                | 1–1 | 1–1      | 0–0        | —       |         |

| 6. september 2018 16:00 (20:00 UTC+6) |

| Kasakhstan |  | Georgien |
| ---------- |  | -------- |
|            |  |          |

| Astana Arena, Astana |

| 6. september 2018 20:45 (21:45 UTC+3) |

| Letland |  | Andorra |
| ------- |  | ------- |
|         |  |         |

| Skonto Stadium, Riga |

| 9. september 2018 18:00 (20:00 UTC+4) |

| Georgien |  | Letland |
| -------- |  | ------- |
|          |  |         |

| Boris Paichadze Dinamo Arena, Tbilisi |

| 10. september 2018 20:45 (20:45 UTC+2) |

| Andorra |  | Kasakhstan |
| ------- |  | ---------- |
|         |  |            |

| Estadi Nacional, Andorra la Vella |

| 13. oktober 2018 18:00 (20:00 UTC+4) |

| Georgien |  | Andorra |
| -------- |  | ------- |
|          |  |         |

| Boris Paichadze Dinamo Arena, Tbilisi |

| 13. oktober 2018 18:00 (19:00 UTC+3) |

| Letland |  | Kasakhstan |
| ------- |  | ---------- |
|         |  |            |

| Skonto Stadium, Riga |

| 16. oktober 2018 16:00 (20:00 UTC+6) |

| Kasakhstan |  | Andorra |
| ---------- |  | ------- |
|            |  |         |

| Astana Arena, Astana |

| 16. oktober 2018 20:45 (21:45 UTC+3) |

| Letland |  | Georgien |
| ------- |  | -------- |
|         |  |          |

| Skonto Stadium, Riga |

| 15. november 2018 16:00 (21:00 UTC+6) |

| Kasakhstan |  | Letland |
| ---------- |  | ------- |
|            |  |         |

| Astana Arena, Astana |

| 16. november 2018 20:45 (20:45 UTC+1) |

| Andorra |  | Georgien |
| ------- |  | -------- |
|         |  |          |

| Estadi Nacional, Andorra la Vella |

| 19. november 2018 18:00 (18:00 UTC+1) |

| Andorra |  | Letland |
| ------- |  | ------- |
|         |  |         |

| Estadi Nacional, Andorra la Vella |

| 19. november 2018 18:00 (21:00 UTC+4) |

| Georgien |  | Kasakhstan |
| -------- |  | ---------- |
|          |  |            |

| Boris Paichadze Dinamo Arena, Tbilisi |

### Gruppe 2
| Pos | Hold         | K | V | U | T | M+ | M- | MF  | P  | Oprykning                      |     | Hviderusland | Luxembourg | Moldova | San Marino |
| --- | ------------ | - | - | - | - | -- | -- | --- | -- | ------------------------------ | --- | ------------ | ---------- | ------- | ---------- |
| 1   | Hviderusland | 6 | 4 | 2 | 0 | 10 | 0  | +10 | 14 | Oprykning til Nations League C |     | —            | 1–0        | 0–0     | 5–0        |
| 2   | Luxembourg   | 6 | 3 | 1 | 2 | 11 | 4  | +7  | 10 |                                |     | 0–2          | —          | 4–0     | 3–0        |
| 3   | Moldova      | 6 | 2 | 3 | 1 | 4  | 5  | −1  | 9  |                                | 0–0 | 1–1          | —          | 2–0     |            |
| 4   | San Marino   | 6 | 0 | 0 | 6 | 0  | 16 | −16 | 0  |                                | 0–2 | 0–3          | 0–1        | —       |            |

| 8. september 2018 18:00 (19:00 UTC+3) |

| Hviderusland |  | San Marino |
| ------------ |  | ---------- |
|              |  |            |

| Borisov Arena, Barysaw |

| 8. september 2018 20:45 (20:45 UTC+2) |

| Luxembourg |  | Moldova |
| ---------- |  | ------- |
|            |  |         |

| Stade Josy Barthel, Luxembourg City |

| 11. september 2018 20:45 (20:45 UTC+2) |

| San Marino |  | Luxembourg |
| ---------- |  | ---------- |
|            |  |            |

| San Marino Stadium, Serravalle |

| 11. september 2018 20:45 (21:45 UTC+3) |

| Moldova |  | Hviderusland |
| ------- |  | ------------ |
|         |  |              |

| Zimbru Stadium, Chișinău |

| 12. oktober 2018 20:45 (21:45 UTC+3) |

| Hviderusland |  | Luxembourg |
| ------------ |  | ---------- |
|              |  |            |

| Borisov Arena, Barysaw |

| 12. oktober 2018 20:45 (21:45 UTC+3) |

| Moldova |  | San Marino |
| ------- |  | ---------- |
|         |  |            |

| Zimbru Stadium, Chișinău |

| 15. oktober 2018 20:45 (21:45 UTC+3) |

| Hviderusland |  | Moldova |
| ------------ |  | ------- |
|              |  |         |

| Borisov Arena, Barysaw |

| 15. oktober 2018 20:45 (20:45 UTC+2) |

| Luxembourg |  | San Marino |
| ---------- |  | ---------- |
|            |  |            |

| Stade Josy Barthel, Luxembourg City |

| 15. november 2018 20:45 (20:45 UTC+1) |

| San Marino |  | Moldova |
| ---------- |  | ------- |
|            |  |         |

| San Marino Stadium, Serravalle |

| 15. november 2018 20:45 (20:45 UTC+1) |

| Luxembourg |  | Hviderusland |
| ---------- |  | ------------ |
|            |  |              |

| Stade Josy Barthel, Luxembourg City |

| 18. november 2018 18:00 (19:00 UTC+2) |

| Moldova |  | Luxembourg |
| ------- |  | ---------- |
|         |  |            |

| Zimbru Stadium, Chișinău |

| 18. november 2018 18:00 (18:00 UTC+1) |

| San Marino |  | Hviderusland |
| ---------- |  | ------------ |
|            |  |              |

| San Marino Stadium, Serravalle |

### Gruppe 3
| Pos | Hold         | K | V | U | T | M+ | M- | MF  | P  | Oprykning                      |     | Kosovo | Aserbajdsjan | Færøerne | Malta |
| --- | ------------ | - | - | - | - | -- | -- | --- | -- | ------------------------------ | --- | ------ | ------------ | -------- | ----- |
| 1   | Kosovo       | 6 | 4 | 2 | 0 | 15 | 2  | +13 | 14 | Oprykning til Nations League C |     | —      | 4–0          | 2–0      | 3–1   |
| 2   | Aserbajdsjan | 6 | 2 | 3 | 1 | 7  | 6  | +1  | 9  |                                |     | 0–0    | —            | 2–0      | 1–1   |
| 3   | Færøerne     | 6 | 1 | 2 | 3 | 5  | 10 | −5  | 5  |                                | 1–1 | 0–3    | —            | 3–1      |       |
| 4   | Malta        | 6 | 0 | 3 | 3 | 5  | 14 | −9  | 3  |                                | 0–5 | 1–1    | 1–1          | —        |       |

| 7. september 2018 18:00 (20:00 UTC+4) |

| Aserbajdsjan |  | Kosovo |
| ------------ |  | ------ |
|              |  |        |

|  |

| 7. september 2018 20:45 (19:45 UTC+1) |

| Færøerne |  | Malta |
| -------- |  | ----- |
|          |  |       |

| Tórsvøllur, Tórshavn |

| 10. september 2018 20:45 (20:45 UTC+2) |

| Kosovo |  | Færøerne |
| ------ |  | -------- |
|        |  |          |

|  |

| 10. september 2018 20:45 (20:45 UTC+2) |

| Malta |  | Aserbajdsjan |
| ----- |  | ------------ |
|       |  |              |

| National Stadium, Ta' Qali |

| 11. oktober 2018 20:45 (19:45 UTC+1) |

| Færøerne |  | Aserbajdsjan |
| -------- |  | ------------ |
|          |  |              |

| Tórsvøllur, Tórshavn |

| 11. oktober 2018 20:45 (20:45 UTC+2) |

| Kosovo |  | Malta |
| ------ |  | ----- |
|        |  |       |

|  |

| 14. oktober 2018 18:00 (20:00 UTC+4) |

| Aserbajdsjan |  | Malta |
| ------------ |  | ----- |
|              |  |       |

|  |

| 14. oktober 2018 18:00 (17:00 UTC+1) |

| Færøerne |  | Kosovo |
| -------- |  | ------ |
|          |  |        |

| Tórsvøllur, Tórshavn |

| 17. november 2018 18:00 (21:00 UTC+4) |

| Aserbajdsjan |  | Færøerne |
| ------------ |  | -------- |
|              |  |          |

|  |

| 17. november 2018 18:00 (18:00 UTC+1) |

| Malta |  | Kosovo |
| ----- |  | ------ |
|       |  |        |

| National Stadium, Ta' Qali |

| 20. november 2018 20:45 (20:45 UTC+1) |

| Kosovo |  | Aserbajdsjan |
| ------ |  | ------------ |
|        |  |              |

|  |

| 20. november 2018 20:45 (20:45 UTC+1) |

| Malta |  | Færøerne |
| ----- |  | -------- |
|       |  |          |

| National Stadium, Ta' Qali |

### Gruppe 4
| Pos | Hold          | K | V | U | T | M+ | M- | MF  | P  | Oprykning                      |     | Nordmakedonien | Armenien | Gibraltar | Liechtenstein |
| --- | ------------- | - | - | - | - | -- | -- | --- | -- | ------------------------------ | --- | -------------- | -------- | --------- | ------------- |
| 1   | Macedonia     | 6 | 5 | 0 | 1 | 14 | 5  | +9  | 15 | Oprykning til Nations League C |     | —              | 2–0      | 4–0       | 4–1           |
| 2   | Armenien      | 6 | 3 | 1 | 2 | 14 | 8  | +6  | 10 | Oprykning til Nations League C |     | 4–0            | —        | 0–1       | 2–1           |
| 3   | Gibraltar     | 6 | 2 | 0 | 4 | 5  | 15 | −10 | 6  |                                |     | 0–2            | 2–6      | —         | 2–1           |
| 4   | Liechtenstein | 6 | 1 | 1 | 4 | 7  | 12 | −5  | 4  |                                | 0–2 | 2–2            | 2–0      | —         |               |

1. ↑  Due to revamp of the format for the UEFA Nations League 2020-21, the second-placed teams in each group and the best third-placed team among all groups were also promoted.

| 6. september 2018 20:45 (22:45 UTC+4) |

| Armenien |  | Liechtenstein |
| -------- |  | ------------- |
|          |  |               |

| Vazgen Sargsyan Republican Stadium, Yerevan |

| 6. september 2018 20:45 (20:45 UTC+2) |

| Gibraltar |  | Nordmakedonien |
| --------- |  | -------------- |
|           |  |                |

|  |

| 9. september 2018 18:00 (18:00 UTC+2) |

| Nordmakedonien |  | Armenien |
| -------------- |  | -------- |
|                |  |          |

|  |

| 9. september 2018 20:45 (20:45 UTC+2) |

| Liechtenstein |  | Gibraltar |
| ------------- |  | --------- |
|               |  |           |

| Rheinpark Stadion, Vaduz |

| 13. oktober 2018 18:00 (20:00 UTC+4) |

| Armenien |  | Gibraltar |
| -------- |  | --------- |
|          |  |           |

| Vazgen Sargsyan Republican Stadium, Jerevan |

| 13. oktober 2018 20:45 (20:45 UTC+2) |

| Nordmakedonien |  | Liechtenstein |
| -------------- |  | ------------- |
|                |  |               |

|  |

| 16. oktober 2018 18:00 (20:00 UTC+4) |

| Armenien |  | Nordmakedonien |
| -------- |  | -------------- |
|          |  |                |

| Vazgen Sargsyan Republican Stadium, Yerevan |

| 16. oktober 2018 20:45 (20:45 UTC+2) |

| Gibraltar |  | Liechtenstein |
| --------- |  | ------------- |
|           |  |               |

|  |

| 16. november 2018 20:45 (20:45 UTC+1) |

| Gibraltar |  | Armenien |
| --------- |  | -------- |
|           |  |          |

|  |

| 16. november 2018 20:45 (20:45 UTC+1) |

| Liechtenstein |  | Nordmakedonien |
| ------------- |  | -------------- |
|               |  |                |

| Rheinpark Stadion, Vaduz |

| 19. november 2018 20:45 (20:45 UTC+1) |

| Nordmakedonien |  | Gibraltar |
| -------------- |  | --------- |
|                |  |           |

|  |

| 19. november 2018 20:45 (20:45 UTC+1) |

| Liechtenstein |  | Armenien |
| ------------- |  | -------- |
|               |  |          |

| Rheinpark Stadion, Vaduz |